# The Amps
The Amps var en amerikansk rockgrupp bildad 1994 av Kim Deal, Jim MacPherson, Nathan Farley och Luis Lerma, som ett sidoprojekt till Deals tillfälligt insomnade band The Breeders. 
The Amps enda album Pacer (1995) var en primitiv och rå lo-fi-produktion, dock inte utan spår av Deals melodiösare popådra, uttryckt i bland annat titelspåret. När bandet turnerade året därpå var det som en ny inkarnation av The Breeders. Medlemmarna i bandet fasades dock snart ut och The Breeders föll åter i träda. När gruppen återuppstod för skivan Title TK (2002) hade den inte längre spår av The Amps utan bestod enbart av Kim och tvillingsystern Kelly Deal.

## Medlemmar
- Kim Deal – sång, gitarr
- Luis Lerma – basgitarr
- Nate Farley – gitarr
- Jim Macpherson – trummor

## Diskografi
Promosinglar
- 1995 – "Bragging Party"
- 1995 – "Pacer"

Studioalbum
- 1995 – Pacer

Singlar
- 1995 – "Tipp City" / "Just Like A Briar" / "Empty Glasses (Kim's Basement 4-Track Version)"